# Kolanowice
Kolanowice (dodatkowa nazwa w j. niem. Kollanowitz – wieś w Polsce, położona w województwie opolskim, w powiecie opolskim, w gminie Łubniany, nad rzeką Małą Panwią, na północ od Opola. Miejscowość liczy ok. 500 mieszkańców (stan na 2006 r.).

## Nazwa
Nazwa miejscowości wywodzi się od polskiej nazwy "kolano" - "von kolano - Knie". Śląski pisarz Konstanty Damrot w swojej pracy o śląskim nazewnictwie z 1896 roku wydanej w Bytomiu wymienia dwie nazwy: obecnie obowiązującą, polską "Kolanowice" oraz zgermanizowaną "Kolanowitz".
Dnia 25 marca 1243 w łacińskim dokumencie Mieszka opolskiego wydanym w Mechnicy miejscowość wymieniona jest jako wieś pod obecną polską nazwą villa Kolanowice.
Dnia 27 września 1248 roku w łacińskim dokumencie kanonika wrocławskiego Wilhelma z Nysy wydanym w Miechowie miejscowość wymieniona jest pod polską nazwą villa Kolanowice. Zachował się też ślad pieczęci z 1278 r.: „Einiger Oppelner Ortsgemeinden – Gemeinde Kollanowitz Kreis Oppeln”.
Z powodu polskiego pochodzenia 19 maja 1936 r. w miejsce zgermanizowanej nazwy Kollanowitz nazistowska administracja III Rzeszy wprowadziła nową, całkowicie niemiecką nazwę Kniedorf. 15 marca 1947 r. nadano miejscowości nazwę Kolanowice.

### Zabytki
Do wojewódzkiego rejestru zabytków wpisane są:
- kościół fil. pw. św. Barbary, drewniany, pochodzący z 1678 r[10], 1812 r., wybudowano go w Opolu, przy klasztorze franciszkanów, w pobliżu dzisiejszej ulicy Krakowskiej. Był to jeden z dwóch opolskich kościołów drewnianych. W 1810 r. został odebrany przez państwo pruskie zakonowi franciszkanów, a komisja rządowa zdecydowała o jego rozbiórce z powodu złego stanu technicznego. Dopiero po prośbach mieszkańców podopolskich miejscowości, którzy mieli daleko na swoich świątyń parafialnych, przeniesiono w 1811 r. kościół do Kolanowic, a w 1812 r. ponownie poświęcono w nowym miejscu. Kościół jest konstrukcji zrębowej, z kwadratową nawą i prezbiterium o trójbocznym zamknięciu. Od północy znajduje się niewielka zakrystia; od zachodniej strony, już w Kolonowicach, dobudowano niewielki, murowany przedsionek. Na zewnątrz świątynia otoczona jest podcieniami, tzw. „sobotami”, oprócz strony zachodniej. Wyposażenie pochodzi głównie z XVII i XVIII w. – barokowe ołtarze, barokowa ambona, stacje Drogi Krzyżowej i rzeźby.